# Лас-Маргаритас
Лас-Маргаритас (исп. Las Margaritas) — город в Мексике, штат Чьяпас, входит в состав одноимённого муниципалитета и является его административным центром. Численность населения, по данным переписи 2020 года, составила 24 326 человек.

## Общие сведения
Название Las Margaritas дано в честь Святой Маргариты.
Поселение было основано в XVIII веке как ранчерия Лас-Маргаритас, где проживали коренные тохолабали.
9 декабря 1871 года губернатор Хосе Панталеон Домингес присвоил Лас-Маргаритасу статус посёлка, назначив его административным центром одноимённого муниципалитета.
24 марта 1981 года губернатор Хуан Сабинес Гутьеррес присвоил Лас-Маргаритасу статус города.